# Secretaria de Segurança Pública e Defesa Social do Estado de Goiás
| Secretaria de Segurança Pública e Defesa Social do Estado de Goiás                             | |
| Avenida Anhanguera, n. 7364 Setor Aeroviário, Goiânia, Goiás · https://goias.gov.br/seguranca/ | |
| Criação                                                                                        | 6 de dezembro de 1944 (80 anos) (Como Secretaria de Estado do Interior, Justiça e Segurança Pública) 19 de agosto de 1955 (69 anos) (Como Secretaria da Segurança Pública) |
|                                                                                                | |
| Atual secretário                                                                               | Cel. Renato Brum dos Santos |
| Orçamento                                                                                      | R$ 313.040,020,00 (em 2023) |

A Secretaria de Segurança Pública e Defesa Social do Estado de Goiás (SSP-GO) é um órgão público administrativo que faz parte do Governo do Estado de Goiás, responsável por gerir a segurança pública, preservando a ordem pública e a segurança no estado. Sua criação ocorreu em 6 de dezembro de 1944, pelo Decreto-Lei n.º 234/1944, como Secretaria de Estado do Interior, Justiça e Segurança Pública. Somente em 19 de agosto de 1955, através do artigo 1.º da Lei n.º 1.088/1955, a Secretaria passou a ter a atual nomenclatura.

## Histórico
Suas funções estavam integradas à Secretaria Estadual do Interior e da Justiça, uma pasta chefiada por notáveis políticos goianos, como José Xavier de Almeida, Domingos Vellasco e Mário de Alencastro Caiado. Além disso, a secretaria estava separada da Chefia da Polícia Militar do Estado de Goiás, que também era liderada pelos últimos secretários mencionados. A partir de 6 de dezembro de 1944, após uma breve reforma administrativa, Pedro Ludovico Teixeira unificou as funções de comando da PMGO com as da SIJ. Assim, foi criada a Secretaria do Interior, Justiça e Segurança Pública do Estado de Goiás. No ano seguinte, Antônio de Queiroz Barreto, futuro deputado estadual por Goiás, assumiu o comando da pasta, permanecendo no cargo por um triênio até março de 1948, após as eleições estaduais em Goiás em 1947. 

## Lista de secretários
| N.º                                                | Nome                                | Retrato                         | Início do mandato       | Fim do mandato              | Governador de Goiás           | Referências e notas      |
| -------------------------------------------------- | ----------------------------------- | ------------------------------- | ----------------------- | --------------------------- | ----------------------------- | ------------------------ |
| 1                                                  | Antônio de Queiroz Barreto          |                                 | 3 de janeiro de 1945    | 15 de março de 1948         | Pedro Ludovico Teixeira       | [ 8 ]                    |
| 1                                                  | Antônio de Queiroz Barreto          | Eládio de Amorim                | 3 de janeiro de 1945    | 15 de março de 1948         |                               | [ 8 ]                    |
| 1                                                  | Antônio de Queiroz Barreto          | Felipe Antônio Xavier de Barros | 3 de janeiro de 1945    | 15 de março de 1948         |                               | [ 8 ]                    |
| 1                                                  | Antônio de Queiroz Barreto          | Paulo Fleury da Silva e Souza   | 3 de janeiro de 1945    | 15 de março de 1948         |                               | [ 8 ]                    |
| 1                                                  | Antônio de Queiroz Barreto          | Felipe Antônio Xavier de Barros | 3 de janeiro de 1945    | 15 de março de 1948         |                               | [ 8 ]                    |
| 1                                                  | Antônio de Queiroz Barreto          | Belarmino Cruvinel              | 3 de janeiro de 1945    | 15 de março de 1948         |                               | [ 8 ]                    |
| 1                                                  | Antônio de Queiroz Barreto          | Joaquim Machado de Araújo       | 3 de janeiro de 1945    | 15 de março de 1948         |                               | [ 8 ]                    |
| 1                                                  | Antônio de Queiroz Barreto          | Coimbra Bueno                   | 3 de janeiro de 1945    | 15 de março de 1948         |                               | [ 8 ]                    |
| 2                                                  | Nicanor de Faria e Silva            |                                 | 15 de março de 1948     | 30 de janeiro de 1950       | [ 9 ]                         |                          |
| 3                                                  | José Júlio Guimarães Lima           |                                 | 30 de janeiro de 1950   | 9 de março de 1950          | [ 9 ]                         |                          |
| 4                                                  | Nicanor de Faria e Silva            |                                 | 9 de março de 1950      | 29 de março de 1950         | [ 9 ]                         |                          |
| 5                                                  | José Júlio Guimarães Lima           |                                 | 29 de março de 1950     |                             | [ 10 ]                        |                          |
| 5                                                  | José Júlio Guimarães Lima           | 10 de agosto de 1950            | 29 de março de 1950     | Hosanah de Campos Guimarães | [ 10 ]                        |                          |
| 6                                                  | Felicissímo do Espírito Santo Neto  |                                 | 10 de agosto de 1950    | Hosanah de Campos Guimarães | [ 10 ]                        | 31 de janeiro de 1951    |
| 7                                                  | Zaqueu Crispim                      |                                 | 31 de janeiro de 1951   | 31 de janeiro de 1955       | [ 10 ]                        | Pedro Ludovico Teixeira  |
| 7                                                  | Zaqueu Crispim                      | Jonas Duarte                    | 31 de janeiro de 1951   | 31 de janeiro de 1955       | [ 10 ]                        |                          |
| 8                                                  | Sebastião Dante de Camargo Júnior   |                                 | 31 de janeiro de 1955   | 30 de agosto de 1955        | [ 10 ]                        | José Ludovico de Almeida |
| Secretários da Segurança Pública (1955-atualidade) |                                     |                                 |                         |                             |                               |                          |
| 9                                                  | Iraci José Gomes                    |                                 | 30 de agosto de 1955    | 20 de novembro de 1956      | José Ludovico de Almeida      | [ 10 ]                   |
| 10                                                 | Antenor Gomes Ribeiro               |                                 | 20 de novembro de 1956  | 18 de fevereiro de 1958     | José Ludovico de Almeida      | [ 10 ]                   |
| 11                                                 | Thales Reis                         |                                 | 18 de fevereiro de 1958 |                             | José Ludovico de Almeida      | [ 10 ]                   |
| 11                                                 | Thales Reis                         | 5 de março de 1959              | 18 de fevereiro de 1958 | José Feliciano Ferreira     |                               | [ 10 ]                   |
| 12                                                 | Reinaldo Baiocchi                   |                                 | 5 de março de 1959      | José Feliciano Ferreira     | 31 de janeiro de 1961         | [ 10 ]                   |
| 13                                                 | Rivadávia Xavier Nunes              |                                 | 31 de janeiro de 1961   | 15 de agosto de 1963        | Mauro Borges Teixeira         | [ 10 ]                   |
| 14                                                 | Clementino Gomes                    |                                 | 15 de agosto de 1963    | 25 de novembro de 1964      | Mauro Borges Teixeira         | [ 10 ]                   |
| 15                                                 | Vicente de Albuquerque              |                                 | 25 de novembro de 1964  | 8 de junho de 1965          | Carlos de Meira Mattos        | [ 10 ]                   |
| 16                                                 | Eurípides Curvo                     |                                 | 8 de junho de 1965      | 9 de agosto de 1965         | Emílio Rodrigues Ribas Júnior | [ 10 ]                   |
| 17                                                 | Zacarias Nunes da SIlva             |                                 | 9 de agosto de 1965     | 31 de janeiro de 1966       | Emílio Rodrigues Ribas Júnior | [ 10 ]                   |
| 18                                                 | Gonzaga Jaime                       |                                 | 31 de janeiro de 1966   | 8 de fevereiro de 1967      | Otávio Lage de Siqueira       | [ 10 ]                   |
| 19                                                 | Sebastião Emmanuel Balduíno         |                                 | 8 de fevereiro de 1967  | 17 de maio de 1967          | Otávio Lage de Siqueira       | [ 10 ]                   |
| 20                                                 | Renato Pitanga Maia                 |                                 | 17 de maio de 1967      | 29 de janeiro de 1970       | Otávio Lage de Siqueira       | [ 10 ]                   |
| 21                                                 | Mauro de Freitas Corrêa             |                                 | 29 de janeiro de 1970   |                             | Otávio Lage de Siqueira       | [ 10 ]                   |
| 21                                                 | Mauro de Freitas Corrêa             | 18 de abril de 1971             | 29 de janeiro de 1970   | Leonino Caiado              |                               | [ 10 ]                   |
| 22                                                 | José Antônio Marques Braga          |                                 | 18 de abril de 1971     | Leonino Caiado              | 9 de dezembro de 1971         | [ 10 ]                   |
| 23                                                 | Euwaldo Vaz                         |                                 | 9 de dezembro de 1971   | Leonino Caiado              | 31 de julho de 1973           | [ 10 ]                   |
| 24                                                 | Danilo Darci de Sá da Cunha Melo    |                                 | 31 de julho de 1973     | Leonino Caiado              |                               | [ 10 ]                   |
| 24                                                 | Danilo Darci de Sá da Cunha Melo    | 6 de julho de 1973              | 31 de julho de 1973     | Irapuan Costa Júnior        |                               | [ 10 ]                   |
| 25                                                 | Manoel Libânio de Araújo            |                                 | 6 de julho de 1973      | Irapuan Costa Júnior        | 29 de setembro e 1976         | [ 10 ]                   |
| 26                                                 | Alcir Mendonça                      |                                 | 29 de setembro e 1976   | Irapuan Costa Júnior        | 2 de novembro de 1976         | [ 10 ]                   |
| 27                                                 | Lívio Massa de Campos               |                                 | 2 de novembro de 1976   | Irapuan Costa Júnior        | 18 de agosto de 1977          | [ 10 ]                   |
| 28                                                 | Irineu da Silva Matos               |                                 | 18 de agosto de 1977    | Irapuan Costa Júnior        | 27 de junho de 1979           | [ 10 ]                   |
| 29                                                 | Herbert de Bastos Curado            |                                 | 27 de junho de 1979     | 20 de outubro de 1981       | Ary Ribeiro Valadão           | [ 10 ]                   |
| 30                                                 | Jesus Antônio de Lisboa             |                                 | 20 de outubro de 1981   | 15 de março de 1983         | Ary Ribeiro Valadão           | [ 10 ]                   |
| 31                                                 | José dos Santos Freire              |                                 | 15 de março de 1983     | 27 de junho de 1985         | Iris Rezende                  | [ 10 ]                   |
| 32                                                 | Frederico Jaime                     |                                 | 27 de junho de 1985     | 29 de janeiro de 1986       | Onofre Quinan                 | [ 10 ]                   |
| 33                                                 | Idelfonso Cardoso                   |                                 | 29 de janeiro de 1986   | 9 de janeiro de 1990        | Henrique Santillo             | [ 10 ]                   |
| 34                                                 | Miguel Batista de Siqueira          |                                 | 9 de janeiro de 1990    | 15 de março de 1991         | Henrique Santillo             | [ 10 ]                   |
| 35                                                 | Joaquim Tomás de Aquino             |                                 | 15 de março de 1991     | 5 de dezembro de 1991       | Iris Rezende                  | [ 10 ]                   |
| 36                                                 | Gilberto Batista Naves              |                                 | 5 de dezembro de 1991   | 8 de maio de 1995           | Iris Rezende                  | [ 10 ]                   |
| 37                                                 | Antônio Lorenzo Filho               |                                 | 8 de maio de 1995       | 2 de maio de 1996           | Agenor Rodrigues de Rezende   | [ 10 ]                   |
| 38                                                 | Virmondes Borges Cruvinel           |                                 | 2 de Maio de 1996       | 3 de julho de 1996          | Maguito Vilela                | [ 10 ]                   |
| 39                                                 | Jonival Gomes de Carvalho           |                                 | 3 de julho de 1996      |                             | Maguito Vilela                | [ 10 ]                   |
| 39                                                 | Jonival Gomes de Carvalho           | Naphtali Alves de Souza         | 3 de julho de 1996      |                             |                               | [ 10 ]                   |
| 39                                                 | Jonival Gomes de Carvalho           | 1 de janeiro de 1999            | 3 de julho de 1996      | Helenês Cândido             |                               | [ 10 ]                   |
| 40                                                 | Demóstenes Lázaro Xavier Torres     |                                 | 1 de janeiro de 1999    | 19 de março de 2002         | Marconi Perillo               | [ 12 ]                   |
| 41                                                 | Jhonatas Silva                      |                                 | 19 de março de 2002     | 31 de março de 2006         | Marconi Perillo               |                          |
| 42                                                 | José Paulo Félix de Souza Loureiro  |                                 | 1 de abril de 2006      | 19 de março de 2007         | Alcides Rodrigues             |                          |
| 43                                                 | Ernesto Guimarães Roller            |                                 | 19 de março de 2007     | 12 de abril de 2010         | Alcides Rodrigues             |                          |
| 44                                                 | Sérgio Augusto Inácio de Oliveira   |                                 | 12 de abril de 2010     | 27 de julho de 2010         | Alcides Rodrigues             |                          |
| 45                                                 | Renata Chein Gomes Rocha            |                                 | 27 de julho de 2010     | 1 de janeiro de 2011        | Alcides Rodrigues             | [ 13 ]                   |
| 46                                                 | João Furtado de Mendonça Neto       |                                 | 1 de janeiro de 2011    | 28 de outubro de 2012       | Marconi Perillo               |                          |
| 47                                                 | Joaquim Cláudio Figueiredo Mesquita |                                 | 28 de outubro de 2012   | 23 de fevereiro de 2016     | Marconi Perillo               |                          |
| 48                                                 | José Eliton de Figuerêdo Junior     |                                 | 23 de fevereiro de 2016 | 6 de janeiro de 2017        | Marconi Perillo               | [ nota 1 ]               |
| 49                                                 | Ricardo Brisolla Balestreri         |                                 | 6 de janeiro de 2017    |                             | Marconi Perillo               |                          |
| 49                                                 | Ricardo Brisolla Balestreri         | 13 de fevereiro de 2018         | 6 de janeiro de 2017    | José Eliton                 |                               |                          |
| 50                                                 | Irapuan Costa Júnior                |                                 | 13 de fevereiro de 2018 | José Eliton                 | 1 de janeiro de 2019          | [ 14 ]                   |
| 51                                                 | Rodney Rocha Miranda                |                                 | 1 de janeiro de 2019    | 2 de abril de 2022          | Ronaldo Caiado                | [ 15 ]                   |
| 52                                                 | Renato Brum dos Santos              |                                 | 2 de abril de 2022      | atualidade                  | Ronaldo Caiado                | [ 16 ]                   |